# Dominik Vergoossen
Dominik Vergoossen (Echt, 20 maart 1972) is een voormalige Nederlands voetballer die als centrale verdediger speelde. Momenteel is hij werkzaam als voetbaltrainer.

## Spelerscarrière
Vergoossen begon als jeugdspeler bij RIOS '31 en zijn professionele carrière startte bij Fortuna Sittard waar hij op 19 maart 1989, daags voor zijn 17e verjaardag, in het eerste elftal debuteerde in een uitwedstrijd bij FC Twente. Acht jaar later vertrok de Echtenaar naar Helmond Sport waar hij twee seizoenen onder contract stond. In 1998 stapte Vergoossen over naar SC Cambuur. Na drie jaar werd zijn contract niet verlengd en ging hij bij de amateurs van EVV spelen.

### Statistieken
| Seizoen | Club            | Land      | Competitie     | Wed. | Goals |
| ------- | --------------- | --------- | -------------- | ---- | ----- |
| 1988/89 | Fortuna Sittard | Nederland | Eredivisie     | 2    | 0     |
| 1989/90 | Fortuna Sittard | Nederland | Eredivisie     | 0    | 0     |
| 1990/91 | Fortuna Sittard | Nederland | Eredivisie     | 11   | 0     |
| 1991/92 | Fortuna Sittard | Nederland | Eredivisie     | 2    | 0     |
| 1992/93 | Fortuna Sittard | Nederland | Eredivisie     | 12   | 0     |
| 1993/94 | Fortuna Sittard | Nederland | Eerste divisie | 18   | 0     |
| 1994/95 | Fortuna Sittard | Nederland | Eerste divisie | 20   | 0     |
| 1995/96 | Fortuna Sittard | Nederland | Eredivisie     | 9    | 0     |
| 1996/97 | Helmond Sport   | Nederland | Eerste divisie | 29   | 1     |
| 1997/98 | Helmond Sport   | Nederland | Eerste divisie | 31   | 1     |
| 1998/99 | SC Cambuur      | Nederland | Eredivisie     | 10   | 0     |
| 1999/00 | SC Cambuur      | Nederland | Eredivisie     | 22   | 1     |
| 2000/01 | SC Cambuur      | Nederland | Eerste divisie | 23   | 0     |
| Totaal  | Totaal          | Totaal    | Totaal         | 189  | 3     |

## Trainerscarrière
Na afloop van zijn spelersloopbaan ging Vergoossen aan de slag als jeugdtrainer in het betaald voetbal en hoofdcoach in het amateurvoetbal bij onder meer VVV, Fortuna Sittard, EVV, RKSV Bekkerveld, Roda JC en Wilhelmina '08. Sedert 2016 is hij opnieuw werkzaam geweest als jeugdtrainer van VVV-Venlo, een functie die hij vanaf 1 juli 2018 combineerde met het trainerschap bij SV Someren. Bij VVV had hij aanvankelijk de onder 19 onder zijn hoede, vanaf januari 2019 de onder 17. Na drie jaar werd zijn contract bij de Venlose club niet verlengd. In 2020 keerde Vergoossen terug in het profvoetbal. Hij tekende een tweejarig contract bij Fortuna Sittard als hoofd jeugdopleiding.

## Trivia
Voormalig voetbaltrainer Sef Vergoossen is een oom van Dominik Vergoossen.